# 1901年香港潔淨局選舉
1901年香港潔淨局選舉，原預定於1901年4月15日舉行，目的為選出潔淨局中的兩個非官守議員議席。
在上屆選舉中自動當選的威廉·哈特根及詹姆斯·麥基因不滿權力過份受限，以辭職表示抗議。因群眾普遍不滿潔淨局的表現，此屆選舉收到沒有任何提名。